# Simpel-Fonetik-Alphabet

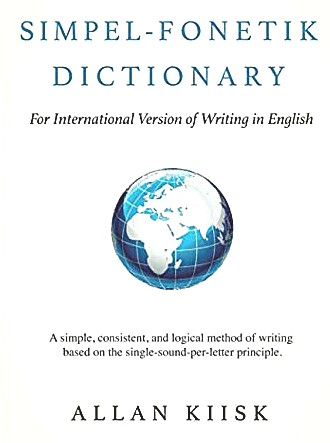
Simpel-Fonetik-Wörterbuch

Das Simpel-Fonetik-Alphabet, auch Simpel-Fonetik genannt, ist ein phonetisches Alphabet mit dem Ziel, die Wörter der englischen Sprache nur nach der Aussprache als Lautschrift zu schreiben. Das Schriftsystem wurde von Allan Kiisk, einem gebürtigen Esten, entwickelt und wird seit 2008 veröffentlicht. Kiisks Ziel ist es, die englische Rechtschreibung einfacher und logischer zu gestalten, wobei er sich die aussprachegetreue Rechtschreibung der estnischen Sprache als Vorbild nimmt.

## Geschichtliche Entwicklung
Allan Kiisk, der Entwickler von Simpel-Fonetik, verbrachte seine Kindheit in Estland und seine Teenager-Jahre in Deutschland. Schließlich übersiedelte er in die USA und lernte nach seinen Muttersprachen Estnisch und Deutsch (seine Eltern sprachen ebenfalls fließend Deutsch) als dritte Sprache Englisch. Bereits beim Erlernen der englischen Sprache war Kiisk frustriert über deren komplizierte und willkürliche Rechtschreibung sowie deren starkem Abweichen von der Aussprache der einzelnen englischen Wörter. Nach seinem Studium an der Stanford University in Kalifornien und Tätigkeiten unter anderem als Übersetzer und Dolmetscher bei der US-Armee in Deutschland und als Professor für Ingenieurwissenschaften an der University of Redlands in Kalifornien begann Kiisk nach dem Eintritt in den Ruhestand im Jahr 2007 damit, Simpel-Fonetik zu entwickeln. Kiisk: „Von Kindheit an stellte sich mir die Frage, warum Engländer und Amerikaner unterschiedlich schreiben und sprechen. Als ich in den Ruhestand ging, dachte ich, ich hätte eine Chance etwas zu tun und fing an, daran zu arbeiten. Das Interessanteste war, dass Estnisch eine der besten Schreibweisen ist. Ich habe dann gelernt, wie man Estnisch für die englische Rechtschreibung übernimmt.“ Ebenso sieht Kiisk die lautgemäße Rechtschreibung der finnischen Sprache als Vorbild für die englische Sprache.
Kiisk, der auch Mitglied der 1908 in London gegründeten English Spelling Society ist, veröffentlichte 2008 ein Lehrbuch. 2012 wurde als Nachschlagewerk ein Wörterbuch mit über 18.000 Wörtern herausgegeben, das 2018 in einer zweiten Auflage erschien.

## Systembeschreibung
Im Gegensatz zur Lautschrift des allgemein angewandten Internationalen Phonetischen Alphabets (IPA) verwendet Simpel-Fonetik keine nur in der Lautschrift vorkommenden Zeichen wie zum Beispiel den Schwa-Laut ə oder ʃ, sondern alle Lautzeichen bestehen aus Zeichen des lateinischen Alphabets und aus den Umlauten Ä, Ö und Ü des deutschen Alphabets. Das Simpel-Fonetik-Alphabet besteht aus insgesamt 25 Buchstaben, wobei Ü in englischen Wörtern nur bei Eigennamen verwendet wird. Die Unterscheidung zwischen Groß- und Kleinschreibung wird im Gegensatz zu anderen phonetischen Schriften wie zum Beispiel dem Unifon-Alphabet und den IPA-Zeichen beibehalten.
| Lautzeichen | Beispielwort in Simpel-Fonetik | IPA-Zeichen |
| ----------- | ------------------------------ | ----------- |
| A           | kap (cup)                      | ʌ           |
| Ä           | hät (hat)                      | æ           |
| B           | big                            | b           |
| D           | dog                            | d           |
| E           | end                            | e           |
| F           | left                           | f           |
| G           | golf                           | g           |
| H           | help                           | h           |
| I           | fit                            | ɪ           |
| J           | fjord                          | j           |
| K           | kilo                           | k           |
| L           | leg                            | l           |
| M           | lemon                          | m           |
| N           | tenant                         | n           |
| O           | on                             | ɒ           |
| Ö           | ritöörn (return)               | ə           |
| P           | pet                            | p           |
| R           | risk                           | r           |
| S           | send                           | s           |
| T           | tent                           | t           |
| U           | fut (foot), fuud (food)        | ʊ           |
| Ü           | übör (über)                    | y           |
| V           | vivid                          | v           |
| W           | win                            | w           |
| Z           | zuu (zoo)                      | z           |

Lange Selbstlaute werden wie im Estnischen und Finnischen verdoppelt: nuu jiir (new year), skuul (school). Stark gesprochene Mitlaute werden ebenfalls verdoppelt: häppen (happen), praiss (price).
Th wird sowohl für stimmhaftes th [ð] als auch für stimmloses th [θ] verwendet:
this (this), thing (thing). Für [ʃ] wird sh verwendet: mashiin (machine), shuur (sure). Der Laut [dʒ] wird mit dsh dargestellt: dshadsh (judge), souldsher (soldier). Für [tʃ] wird tsh verwendet: tshin (chin), mätsh (match).
Doppellaute werden folgendermaßen dargestellt: mai (my), haus (house), meik (make), skiier (skier), boi (boy), moust (most), duing (doing).
Auf die Buchstaben C, Q, X und Y wird bei englischen Wörtern ganz verzichtet; die Lautwerte dieser Buchstaben werden gemäß der Aussprache geschrieben: kould (cold), siks (six), kwik (quick), taip (type), ju (you). Lediglich bei Eigennamen wie z. B. Chicago, Quebec und York werden C, Q, X und Y verwendet.

## Anwendungsbeispiele in Simpel-Fonetik

### Beispiel 1
Wen ju riid Simpel-Fonetik wörds, ju mast pei ätenshon tu iitsh leter. Rimember: iitsh leter häs olweis the seim saund, the saund given in the Simpel-Fonetik alfabet, rigaardles wat leter is nekst tu it.
Übertragung: When you read Simpel-Fonetik words, you must pay attention to each letter. Remember, each letter has always the same sound, the sound given in the Simpel-Fonetik Alphabet, regardless what leter is next to it.

### Beispiel 2: Auszug aus der KurzgeschichteThe Starvon H. G. Wells (1866–1946)
It was on the först dei of the nuu jiir thät the ännaunsment was meid, olmoust saimulteiniosli from thrii obsöörvatoris, thät the moushon of the plänet Neptune, thi autermoust of ool the plänets thät wiil öbaut the san, häd bikam veri erräätik. Ö retardeishon in its velossiti häd biin saspekted in Disember. Then ö feint, rimout spek of lait was diskaverd in the riidshon of the pörtöörbd plänet. Ät föörst this did not koos eni greit eksaitment. Saientifik piipl, hauever, faund thi intelidshens rimaarkabl inaf iiven bifor it bikeim noun thät the nuu bodi was räpidli grouing laardsher änd braiter, änd thät its moushon was kwait different from the oorderli progres of the plänets.
Übertragung: It was on the first day of the new year that the announcement was made, almost simultaneously from three observatories, that the motion of the planet Neptune, the outermost of all the planets that wheel about the sun, had become very erratic. A retardation in its velocity had been suspected in December. Then a faint, remote speck of light was discovered in the region of the perturbed planet. At first this did not cause any great excitement. Scientific people, however, found the intelligence remarkable enough even before it became known that the new body was rapidly growing larger and brighter, and that its motion was quite different from the orderly progress of the planets.